# Zletovo
Zletovo (makedonska: Злетово) är en ort i Nordmakedonien. Den ligger i kommunen Probištip, i den nordöstra delen av landet, 70 kilometer öster om huvudstaden Skopje. Zletovo ligger 477 meter över havet och antalet invånare är 3 340.